# Срби у Русији
Срби у Русији су грађани Русије који се изјашњавају да су српског порекла.
Срби имају дугу историју на територији данашње Русије, имали су велику улогу у стварању савремене Русије. Углавном су то били војсковође, дипломате, поморци и научници српског порекла, у периоду од 18. до 20. века.

## Историја
Срби из различитих делова српских земаља насељавали су се протеклих векова у Русију. Прва досељавања била су индивидуална, па тако налазимо пример српског монаха Лазара Хиландарца који је 1404. године осмислио, израдио и поставио први часовник у Русији. Српска племкиња из породице Јакишић, Ана Глинска била је мајка Јелене Глинске, и бака и васпитачица првог руског цара Ивана Грозног који је владао у шеснаестом веку.
Прва већа досељавања Срба у Руско царство десила су се за време Петра Великог. Године 1723. од Срба граничара из Војне крајине основан је Српски хусарски пук, на челу са Јованом Албанезом из Подгорице. Царица Ана је основала 1727. године хусарску регименту састављену од самих Срба.
Нова досељавања десила су се за време царице Катарине, када су основане војно-административне јединице Нова Сербија и Славеносербија на територији данашње Украјине. Аустријски пуковник Јован Хорват је октобра 1851. године отишао у Русију, и сам се договорио са руским Сенатом о насељавању Срба граничара. Дана 22. јануара 1752. потписана о одлука о томе. Нова Србија где је Србе предводио Јован Хорват "от Куртић"(по месту у Чанадској жупанији) основана је 1752, а Славеносрбија са предводницима Јованом Шевићем и Рајком Прерадовићем 1753. Нова Србија и Славеносрбија укинуте су 1764, а Српски хусарски пук 1783. године.
Историчар Турског царства Хамер, помиње у својој књизи јуначки отпор и страдање Срба у Русији 1769. године. Они су бранили "Новоросијски крај", од најезде татарског Хана Крим Гираја са његових 100.000 ратника коњаника. Дана 12/23. јануара те године погинуло је на бојном пољу 10.000 Срба као руских војника, док је заробљено њих 7.000 Срба. Татарски Хан је тек након погибије Срба граничара, могао да опустоши ту покрајину руске царевине.
Српски ратници истакли су се у ратовима у којима су учествовали о чему сведоче одликовања, али и племићке титуле које су добиле српске породице које су служиле у Русији (Божићи, Владиславићи, Војновићи, Вујићи, де Прерадовићи, Змајевићи, Зорићи, Ивелићи, Књажевићи, Милорадовићи, Мирковићи, Подгоричани, Текелије, Хорвати, Шевићи, Штерићи) и дале значај број војсковођа и генерала и других знаменитих људи. Петар Текелија стигао је до чина генерал-аншеф, а генерал-потпуковник Симеон Зорић познат је и као љубавник царице Катарине друге. У морнарици истакли су се адмирали Матија Змајевић и Марко Војновић, оснивач црноморске флоте.
Важно је истаћи да је у Бородинској бици, у оквиру руске армије је учествовало 37 генерала, од чега су њих десет били српског порекла. Учествовало је и мноштво војника нижег ранга. Неки су били досељеници у Русију, као генерал Ђорђе Арсенијевић Емануел, (рођен у Вршцу) и генерал-мајор гроф Петар Иванов Ивелић (рођен у Рисну, Црна Гора), док су већина били потомци друге или треће генерације српских исељеника у Русију из 18. века. Међу генералима, највише се прочуо Михаил Андрејевић Милорадовић, пореклом из Херцеговине, генерал пешадије, херој Отаџбинског рата 1812, који је командовао централним позицијама Бородинске битке. Успео је да заустави напредовање француске претходнице, коју је водио маршал Мира. Истакнутих Срба ратника било је и у другим ратовима као што су Руско-јапански рат, Октобарска револуција, Руски грађански рат...Број Срба у Русији (Новој Србији) износио је 1828. године - 12.000 душа.
У политици истакао се гроф Сава Владиславић Рагузински, као дипломата Петра Великог склопио је Кјахтински споразум, најважнији међународни споразум Русије и Кине до средине 19. века о и данас важећем разграничењу са Кином у Пекингу. Александар Књажевић био је министар финансија Руске империје и сенатор, а међу Србима било је и управитеља губернија.
Теодор Јанковић-Миријевски, филозоф и педагог, извршио је реформу школства у Руском царству, Атанасије Стојковић био је професор и ректор универзитета у Харкову, Огњеслав Костовић Степановић истакао се бројним изумима, а вајар Јевгениј Вучетић бројним споменицима у совјетско доба као што су Споменик војнику ослободиоцу, Мајка отаџбина зове!...
У Петрограду су октобра 1866. године тамошњи студенти и ђаци Срби основали своје "Друштво 'Србска општина'". Циљ његовог постојања је узајамно помагање и дружење далеко од родног краја. Оно је припадало широј организацији "Уједињена омладина српска". За куповину деоница радикалског "Братства" у Новом Саду је стигао прилог 1897. године, од 60 ф. од тамошњег "Добротворителног општества". "Први руски глумац", трагичар, у петроградском дворском позоришту био је Србин Бокељ, Василије Лучић из Пераста.
Постојало је у Москви у 19. веку црквено „Српско подворје”. Августа 1899. године прославило је 25 година свог трајања. Царске власти су српском митрополиту Михаилу на Сељанки уступили једну православну цркву и кућу да у њима делује подворје. Његов настојатељ био је 1879. година архимандрит Сава. Када је отваран српски генерални конзулат у Москви, чинодејствовао је на освећењу резиденције архимандрит Подворја, отац Ћирил.
Отворен је у лето 1897. године српски генерални конзулат у Москви. За конзула је изабран Рус, А.С.Вишњаков. Његова резиденција је била управо у његовом московском стану, у Малој Јакиманској улици. На кућној уличној фасади постављени су српски грб и развијена српска државна застава. У Петрограду је већ био српски посланик, генерал Грујић.
У Омску је 1897. године живео Србин из Шајкашке, Атанасије Јечинац. Слао је одатле дописе у српске листове, нарочито новосадску "Заставу". Послао је тада свој прилог од 60 ф. у Нови Сад, за деонице радикалског "Братства".
Новине су 1898. године писале о успешним Србима у руском царству. Тако је Србин Дубровчанин инжењер Александар Југовић за руску државу градио жељезничку пругу у Кини. Та пруга је требало да повеже Кину са Европом, излазећи на Сибирску руску пругу. Југовић је био кандидат за руског министра, а његов брат је у то време као индустријалац био власник неколико фабрика за прераду памука у Туркменистану. Сибирску пругу - једну велику деоницу је раније градио још један Србин Дубровчан, инжењер Јеромије Сабуркосић. Он је у то време шеф важне пруге Москва-Савељско на Волги. Истакли су се у руској жељезници још други Срби: Бокељ Јакшић помоћник начелника царске жељезнице, такође инжињер Чеповић итд.
Српска колонија у Москви основала је децембра 1909. године Друштво "Невесиње", за чијег је председника био изабран архимандрит Михаило, настојник српског подворја у Москви.

## Познати Срби у Русији

### Принцезе
- Ана Јакшић Глинска, мајка Јелене Глинске и бака цара Ивана Грозног
- Милица Петровић Његош Николајевна
- Анастасија Петровић Његош Николајевна
- Јелена Карађорђевић Петровна

### Војска
- Иван Пантелејмоновић Божић, генерал-мајор
- Иван Адамович, генерал-мајор
- Матија Змајевић, адмирал
- Николај Кузњецов, адмирал
- Јован Албанез, из Подгорице, мајор, командант Српског хусарског пука у Русији, 1727-1732. године
- Јован Шевић, генерал лајтант,
- Јован Стефан Симанић, (рођ. 1792. у Шибенику),[13] гроф, генерал лајтант, руски опуномоћени посланик у Персији,
- Иван Јегорович Шевич, генерал лајтант, унук Јованов;
- Јован Хорват от Куртичи, родом из Великог Варадина, генерал лајтант[14]
- Јосиф Иванович Хорват, генерал лајтант,
- Дмитриј Леонидович Хорват, генерал и генерал Царске кинеске далекоисточне железнице[15]
- Димитрије Иванович Хорват, бригадир,
- Иван Димитријевич Хорват, генерал мајор или лајтант?,
- Георгије Иванович Хорват, генерал мајор,
- Алексеј Васиљевич Војејков, генерал
- Василије Атанасијевич Вујић, генерал мајор[15]
- Николај Иванович Богданов, генерал лајтант,
- Иља Михајлович Дука, руски војсковођа, коњички генерал Руске царске армије (1826).
- Николај Иванович Чорба, (у ствари Штреба, из Надлака), генерал мајор,[14]
- Теодор Арсенијевић Чорба, генерал лајтант,
- Максим Теодорович Зорић, родом из Мошорина, генерал-лајтант,
- Петар Поповић Текелија, генерал
- Симеон Пишчевић, генерал, књижевник
- Михајло Стојановић, генерал мајор,
- Иван Михаилович Подгоричанин, (умро 1779), гроф, генерал лајтант, стриц Георгијев
- Георгије Петрович Подгоричанин, (умро 1795), гроф кавалер, генерал мајор, дао племићку титулу и име брату од тетке Јегору Филиповичу Петровичу
- Александар Пишчевић, син Симеонов, мајор
- Рајко (Родион) Депрерадович, генерал лајтант,
- Георгије Радионович Депрерадовић, генерал мајор,
- Леонтиј Иванович Депрерадович, генерал мајор,
- Николај Иванович Депрерадович
- Иван Радионович Депрерадовић, генерал мајор,
- Марко Војновић, адмирал
- Марко Ивелић, генерал
- Симеон Гавриловић Зорић-Неранџић, (1743-1799) генерал мајор и носилац више ордена, "фаворит" царице Катарине II
- Давид Гавриловић Неранџић, генерал мајор, брат Симеонов
- Павле Арсенијевић Еманул, (родом из Вршца), генерал поручник на Кавказу, око 1788. године[14]
- Јован Степановић Адамовић, генерал
- Јован Теодоровић Јанковић "от Миријево", (1778-1811) родом из Темишвара, генерал-мајор на Кавказу (умро у Новочеркеску) и носилац више одликовања, син просветног реформатора Теодора Јанковића Миријевског
- Константин Николајевич Лалош, генерал мајор,
- Иван Христифорович Штерић, генерал мајор
- Никола Богдановић Богданов, генерал
- Константин Николаевич Јузбаша, бригадир,
- Аврам Петрович Ратков, генерал
- Никола Васиљевич Вујић, генерал
- Јован Степановић Адамовић, генерал
- Георгије Михаилович Богданов, генерал мајор,
- Абрам Петровић Ратков, генерал
- Лазар Текелија, пуковник, родом из Арада, умро у Александровки 1813. године
- Максим Димитријевич Књажевич, генерал, син трговац, родом из Дебељаче у Банату, умро око 1875. године
- Николај Иванович Депрерадович, (1767-1843), генерал коњице, унук Родионов;
- Алексеј Родионович Депрерадовић, бригадир,
- Илија Михајловић Дука, генерал коњице
- Симеон Михаилович Черноевич, генерал мајор,
- Михаил Милорадовић, (1771), генерал, командант Гађацког козачког пука
- Андрија Милорадовић, генерал и губернатор Черниговске губерније за време царице Катарине II
- Петар Милорадовић, генерал мајор,
- Милорадовић, фелдмаршал лајтант око 1788. године[14]
- Петар Ивелић, генерал
- Јован Димитријевић Оклопџија, генерал-лајтант, родом из српског приморја
- Ранко Прерадовић, генерал, па ражаловани подпуковник, из Будима око 1788. године[14]
- Ђорђе Арсењевич (Арсенијевић) Мануиловић (Манојловић), генерал коњице, родом из Вршца (1775)
- Алекса Карађорђевић, поручник царске гарде, Карађорђев син
- Ђорђе Карађорђевић, син Алексе, поручник царске гарде, и потпуковник и ађутант у српској војсци
- Филип М. Пламенац
- Родион Степанович Пламенац, бригадир,
- Дејан Ј. Суботић, генерал, 1900. године био командант у Порт-Артуру, на Далеком истоку.[16]; генерални гувернер Туркменистана, па од 1906. године члан Војног савета[17]
- Анто Гвозденовић, генерал
- Јован Поповић Липовац, генерал
- Андрија Бакић, генерал
- Алекса Дундић, учесник Руског грађанског рата
- Данило Срдић, учесник Октобарске револуције и Руског грађанског рата

### Политика
- Сава Владиславић Рагузински, гроф, политичар и дипломата, тајни саветник, из Далмације
- Јефто Владисавић, тајни саветник
- Максим Кнежевић, (1773-1807), из Госпића, саветник у Губернији, његови синови су више постигли: Димитрије (директор канцеларије министарства финансије, Александар (директор канцеларије министарства финансија, Никола (вицегубернатор Резанске губерније) и Владислав (вицегубернатор Тавријске губерније).[18]
- Александар Књажевић, министар финансија у Руској империји, родом из Лике
- Борис Петровић Шеремећев, гроф, родом из Херцеговине
- Мирјана Марковић, бивша српска политичарка, живи у Русији
- Аврам Рашковић, реформатор
- Михајло Тошковић, реформатор
- Наталија Поклонска,[19] врховна тужитељка Републике Крим (2014–2016), заменица државне думе (2016–)

### Наука, образовање, књижевност и уметност
- Лазар Хиландарац, српски монах који је осмислио, израдио и поставио први часовник у Русији
- Теодор Јанковић-Миријевски, филозоф-рационалиста, педагог и реформатор, родом из Каменице, а пореклом из Миријева код Београда
- Ђурђе Крижанић, реформатор, са Приморја
- Марко де Доминис, са Приморја,
- Глигорије Трлајић, велики правник, реформатор и књижевник, родом из Бачке
- Димитрије Максимовић Књажевић, Личанин, попечитељ Одеског учевног округа и царски тајни саветник,
- Владимир Пичета, (1878-1947), из Мостара, историчар
- Атанасије Стојковић, писац и научник, руски академик, професор и ректор универзитета у Харкову
- Теодор Филиповић, из Руме, професор универзитета у Харкову, приликом преласка у Србију узео је име Божидар Грујовић
- Дудровић, професор
- Јегор Рајић, руски књижевник и песник,
- Огњеслав Костовић Степановић, (1851-1916), проналазач и научник, капетан руске војске
- Милош Марић (научник), српски и совјетски научник, млађи брат Милеве Марић Ајнштајн
- Сергеј Обрадовић, песник
- Јевгениј Вучетич, вајар и уметник
- Владимир Николаевич Војнович, књижевник
- Данијела Стојановић, руска глумица српског порекла
- Платон Симоновић, професор на Ришељевском лицеју у Одеси (1851)
- Иван Симоновић, професор Казанског универзитета, родом из Сремске Каменице

### Црква
- Пахомије Логофет, проповедник, канониста, јеромонах и хагиограф светогорски, у Русији, од 1460. године у Новгороду; Њекрасов је написао монографију о њему - Пахомиј Серб.
- Ефрем Јанковић Тетовац, из Полога у Јужној Србији, епископ мохачко-барањски па руски митрополит Суздаљски и Јурјевски
- Кипријан, митрополит Кијева и од целе Русије (1376-1406)[20], књижевник и преводилац
- Петар Смелић[21], александроневски архимандрит, Бјелгородски и Обојански митрополит 1736-1740, умро 1744. године
- Софроније Младеновић, (1721-1781), родом из Новог Сада, игуман московског Знаменског манастира,
- Јован Шангајски Максимович, владика и светац, српског порекла
- Јован Тобољски Максимовић, 17-18. век, митрополит светац, српског порекла
- Миланковић, (родом из Новог Сада) архимандрит у Донском манастиру (тада) код Москве, 1788. године[14]
- Макарије Петровић, архимандрит Тверског Желтикова (Целтиковског) манастира, родом из Темишвара, у Кијеву 1753. године, предавач на Духовној академији,
- Исаија Светогорац, јеромонах, преводилац црквених дела, од 1517-1519. године
- Епископ Антоније (Пантелић), први старешина обновљеног Подворја Српске православне цркве у Москви

### Остало
- Павле Карађорђевић, рођен у Петрограду
- Миломир Ковач, ветеринар и хирург
- Весна Долонц, српска тенисерка
- Александра Крунић, српска тенисерка